# Physaliastrum japonicum
Physaliastrum japonicum là loài thực vật có hoa trong họ Cà. Loài này được (Franch. & Sav.) Honda miêu tả khoa học đầu tiên năm 1931.